# Daijiro Takakuwa
Daijiro Takakuwa, född 10 augusti 1973 i Tokyo prefektur, Japan, är en japansk tidigare fotbollsspelare.